# Ferie i Vestgrønland
|  | Denne artikel er oprettet af botten Steenthbot ud fra en ekstern database. Den kan derfor have sproglige fejl eller mangler. Denne skabelon kan fjernes efter kontrol af indholdet. |

Ferie i Vestgrønland er en dansk dokumentarisk optagelse fra 1964.

## Handling
Familien Heckschers ferie i Vestgrønland i juni 1964. Margit og Knud Heckscher flyver fra Sdr. Strømfjord til Godthåb, hvor flyveren lander på vandet i Skibshavnen. I Godthåb bor de hos deres søn Eigil Heckscher, der var leder af Teletjenesten i Grønland, hans kone Birthe og børnene Mikala, Jakob og Martin. Familien bor i en lejlighed i Bogtrykkeriet. Familien har en kivfak (ung pige) der hedder Agnethe. I Godthåb ses Skibshavnen, Herrnhutdalen, hvor der findes skeletter kun dækket med sten, Kolonihavnen med Brættet, hvor man køber dagens fangst, og Hans Egedes statue. Man bruger Teletjenestens bil. Der er ingen private biler. Fra Godthåb tager familien på udflugt til Kangeq og Kobbefjorden i Teletjenestens båd Siut. Man ser tørrestativer med hundefoder. Fra Godthåb flyver Margit, Knud og Birthe til Jakobshavn med en mellemlanding i Egedesminde. I Jakobshavn bor de hos lægefamilien Lund Petersen. Han var først læge i Godthåb og siden i Jakobshavn. På havnen ses ankomsten af et af kystskibene. Besøg i Jakobshavns kirke, hvor Birthes morfar Hother Ostermann var præst 1901 til 1920. Dernæst til Jakobshavns Issefjord, hvor fru Lund Petersen og Birthe sidder på fjeldet og ryger en cigaret. På havnen bliver fangsten flænset med en ulo. Alle er på tur til øen, hvor grønlænderne tørrer angmagsatter. Man ser her familien Lund Petersen med to børn. Filmen er ikke kronologisk. Optagelserne fra de forskellige steder er blandet sammen.